# Felzins
Felzins település Franciaországban, Lot megyében. Lakosainak száma 467 fő (2022. január 1.). Felzins Bouillac, Bagnac-sur-Célé, Cuzac, Lentillac-Saint-Blaise, Montredon, Saint-Félix és Saint-Jean-Mirabel községekkel határos.

## Népesség
A település népességének változása:
| Lakosok száma | 383  | 351  | 342  | 345  | 413  | 428  | 443  | 461  | 473  | 467  |
|               | 1968 | 1982 | 1990 | 2006 | 2013 | 2015 | 2017 | 2019 | 2020 | 2022 |